# Veliki Rastovac
Veliki Rastovac (1910-ben Rastovac Orahovički, 1931-ben Velikoobradovački Rastovac) falu Horvátországban Verőce-Drávamente megyében. Közigazgatásilag Crnachoz tartozik.

## Fekvése
Verőcétől légvonalban 49, közúton 62 km-re délkeletre, községközpontjától légvonalban 4, közúton 8 km-re délkeletre, Szlavónia középső részén, a Drávamenti-síkságon, Milanovac és Mali Rastovac között fekszik.

## Története
A régészeti leletek tanúsága szerint területe már ősidők óta lakott volt. Mali és Veliki Rastovac között két nagyobb méretű kőszekercét találtak. Ezen kívül mezőgazdasági repülés közben Dinko Stipešević agrármérnök és amatőr régész Mali és Veliki Rastovac közötti egy magasabb fekvésű helyen sötétebb talajelszíneződést vett észre. Ezek a talajszín elváltozások a tapasztalat szerint potenciális régészeti lelőhelyekre utalnak.
A mai település 20. század elején keletkezett Donje Predrijevo keleti, Rastovac nevű határrészén. 1910-ben a népszámlálás adatai szerint 118 főnyi lakosságának 91%-a magyar, 6%-a német, 3%-a horvát anyanyelvű volt. Verőce vármegye Nekcsei járásának része volt. Az 1913-as helységnévtárban még Orahovički Rastovac néven 118 lakossal szerepel. Az első világháború után 1918-ban az új szerb-horvát-szlovén állam, majd később (1929-ben) Jugoszlávia része lett. 1991-ben lakosságának 97%-a horvát nemzetiségű volt. 1993-ban a független horvát állam keretei között újra megalakult önálló Crnac község része lett. 2011-ben 238 lakosa volt.

## Lakossága
| Lakosság változása | Lakosság változása | Lakosság változása | Lakosság változása | Lakosság változása | Lakosság változása | Lakosság változása | Lakosság változása | Lakosság változása | Lakosság változása | Lakosság változása | Lakosság változása | Lakosság változása | Lakosság változása | Lakosság változása | Lakosság változása |
| ------------------ | ------------------ | ------------------ | ------------------ | ------------------ | ------------------ | ------------------ | ------------------ | ------------------ | ------------------ | ------------------ | ------------------ | ------------------ | ------------------ | ------------------ | ------------------ |
| 1857               | 1869               | 1880               | 1890               | 1900               | 1910               | 1921               | 1931               | 1948               | 1953               | 1961               | 1971               | 1981               | 1991               | 2001               | 2011               |
| 0                  | 0                  | 0                  | 0                  | 0                  | 118                | 418                | 513                | 679                | 679                | 529                | 441                | 332                | 293                | 264                | 238                |

(1910-től településrészként, 1931-től önálló településként.)